# Matúš Kmeť
Matúš Kmeť (Ružomberok, 27 giugno 2000) è un calciatore slovacco, centrocampista del Górnik Zabrze in prestito dal Minnesota Utd.

## Caratteristiche tecniche
È un esterno destro.

## Carriera

### Club
Cresciuto nel settore giovanile del Ružomberok, ha esordito in prima squadra il 4 agosto 2018 in occasione dell'incontro di Superliga vinto 3-1 contro lo Žilina.

### Nazionale
Il 10 giugno 2025 esordisce in nazionale maggiore nell'amichevole persa 1-0 contro Israele.

## Statistiche
Statistiche aggiornate al 19 novembre 2020.

### Presenze e reti nei club
| Stagione        | Squadra         | Campionato      | Campionato | Campionato | Coppe nazionali | Coppe nazionali | Coppe nazionali | Coppe continentali | Coppe continentali | Coppe continentali | Altre coppe | Altre coppe | Altre coppe | Totale | Totale | Totale |
| Stagione        | Squadra         | Comp            | Pres       | Reti       | Comp            | Pres            | Reti            | Comp               | Pres               | Reti               | Comp        | Pres        | Reti        | Pres   | Reti   |        |
| --------------- | --------------- | --------------- | ---------- | ---------- | --------------- | --------------- | --------------- | ------------------ | ------------------ | ------------------ | ----------- | ----------- | ----------- | ------ | ------ | ------ |
| 2019-2020       | Ružomberok B    | 1L              | 16         | 3          |                 | -               | -               |                    | -                  | -                  |             | -           | -           | 16     | 3      |        |
| 2018-2019       | Ružomberok      | SL              | 15         | 0          | CS              | 0               | 0               |                    | -                  | -                  |             | -           | -           | 15     | 0      |        |
| 2019-2020       | Ružomberok      | SL              | 7          | 1          | CS              | 4               | 0               | UEL                | 1                  | 0                  |             | -           | -           | 12     | 1      |        |
| 2020-2021       | Ružomberok      | SL              | 12         | 2          | CS              | 0               | 0               | UEL                | 0                  | 0                  |             | -           | -           | 12     | 2      |        |
| Totale carriera | Totale carriera | Totale carriera | 50         | 6          |                 | 4               | 0               |                    | 1                  | 0                  |             | -           | -           | 55     | 6      |        |

### Cronologia presenze e reti in nazionale
| Cronologia completa delle presenze e delle reti in nazionale ― Slovacchia | Cronologia completa delle presenze e delle reti in nazionale ― Slovacchia | Cronologia completa delle presenze e delle reti in nazionale ― Slovacchia | Cronologia completa delle presenze e delle reti in nazionale ― Slovacchia | Cronologia completa delle presenze e delle reti in nazionale ― Slovacchia | Cronologia completa delle presenze e delle reti in nazionale ― Slovacchia | Cronologia completa delle presenze e delle reti in nazionale ― Slovacchia | Cronologia completa delle presenze e delle reti in nazionale ― Slovacchia |
| Data                                                                      | Città                                                                     | In casa                                                                   | Risultato                                                                 | Ospiti                                                                    | Competizione                                                              | Reti                                                                      | Note                                                                      |
| ------------------------------------------------------------------------- | ------------------------------------------------------------------------- | ------------------------------------------------------------------------- | ------------------------------------------------------------------------- | ------------------------------------------------------------------------- | ------------------------------------------------------------------------- | ------------------------------------------------------------------------- | ------------------------------------------------------------------------- |
| 10-6-2025                                                                 | Debrecen                                                                  | Israele                                                                   | 1 – 0                                                                     | Slovacchia                                                                | Amichevole                                                                | -                                                                         | 58’                                                                       |
| Totale                                                                    |                                                                           | Presenze                                                                  | 1                                                                         |                                                                           | Reti                                                                      | 0                                                                         |                                                                           |